# Guinée-Bissau aux Jeux olympiques d'été de 2016
La Guinée-Bissau participe aux Jeux olympiques d'été de 2016 à Rio de Janeiro au Brésil du 5 août au 21 août. Il s'agit de sa 6e participation à des Jeux d'été. Sa délégation est composée de 5 sportifs dans 3 disciplines. Aucun ne parvient à passer un tour.
Le lutteur Augusto Midana est le porte-drapeau de la délégation lors de la cérémonie d'ouverture, tandis que la judokate Taciana Lima est désignée pour ce rôle pour la cérémonie de clôture.

## Athlétisme
| Athlète         | Épreuve      | Tour préliminaire | Tour préliminaire | Séries   | Séries  | Demi-finales | Demi-finales | Finale   | Finale  |
| Athlète         | Épreuve      | Résultat          | Rang              | Résultat | Rang    | Résultat     | Rang         | Résultat | Rang    |
| --------------- | ------------ | ----------------- | ----------------- | -------- | ------- | ------------ | ------------ | -------- | ------- |
| Holder da Silva | 100 m hommes | 10 s 97           | 4e                | Éliminé  | Éliminé | Éliminé      | Éliminé      | Éliminé  | Éliminé |

| Athlètes        | Épreuve         | Qualification | Qualification | Finale       | Finale   |
| Athlètes        | Épreuve         | Performances  | Rang          | Performances | Rang     |
| --------------- | --------------- | ------------- | ------------- | ------------ | -------- |
| Jessica Inchude | Lancer du poids | 15,15 m       | 36e           | Éliminée     | Éliminée |

## Judo
| Athlète      | Compétition    | 1er tour            | 2e tour                            | Quart de finale     | Demi-finale         | Repêchage 1         | Repêchage 2         | Finale              | Finale   |
| Athlète      | Compétition    | Adversaire Résultat | Adversaire Résultat                | Adversaire Résultat | Adversaire Résultat | Adversaire Résultat | Adversaire Résultat | Adversaire Résultat | Rang     |
| ------------ | -------------- | ------------------- | ---------------------------------- | ------------------- | ------------------- | ------------------- | ------------------- | ------------------- | -------- |
| Taciana Lima | Moins de 48 kg | Exemptée            | Battue par Otgontsetseg Galbadrakh | Éliminée            | Éliminée            | Éliminée            | Éliminée            | Éliminée            | Éliminée |

## Lutte
| Athlète           | Compétition         | Qualification            | Huitièmes de finale      | Quarts de finale    | Demi-finales        | Finale              | Rang |
| Athlète           | Compétition         | Adversaire Résultat      | Adversaire Résultat      | Adversaire Résultat | Adversaire Résultat | Adversaire Résultat | Rang |
| ----------------- | ------------------- | ------------------------ | ------------------------ | ------------------- | ------------------- | ------------------- | ---- |
| Augusto Midana    | Libre -74 kg hommes | NC                       | Burroughs (USA) L 1–3 PP | -                   | -                   | -                   | 14   |
| Bedopassa Buassat | Libre -97 kg hommes | Ibragimov (UZB) L 0–5 VB | -                        | -                   | -                   | -                   | 15   |